# سموذي

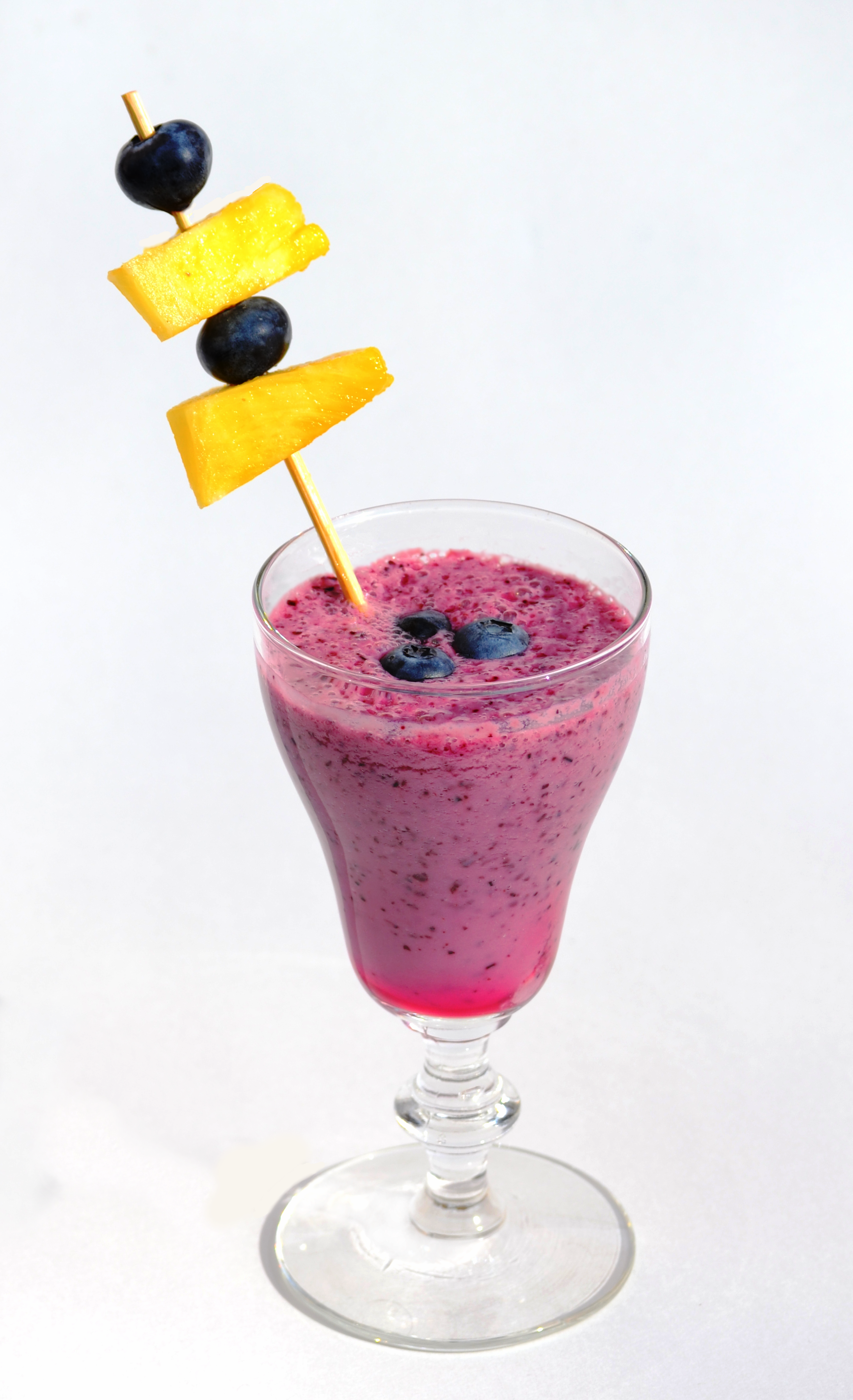
سموذي التوت.

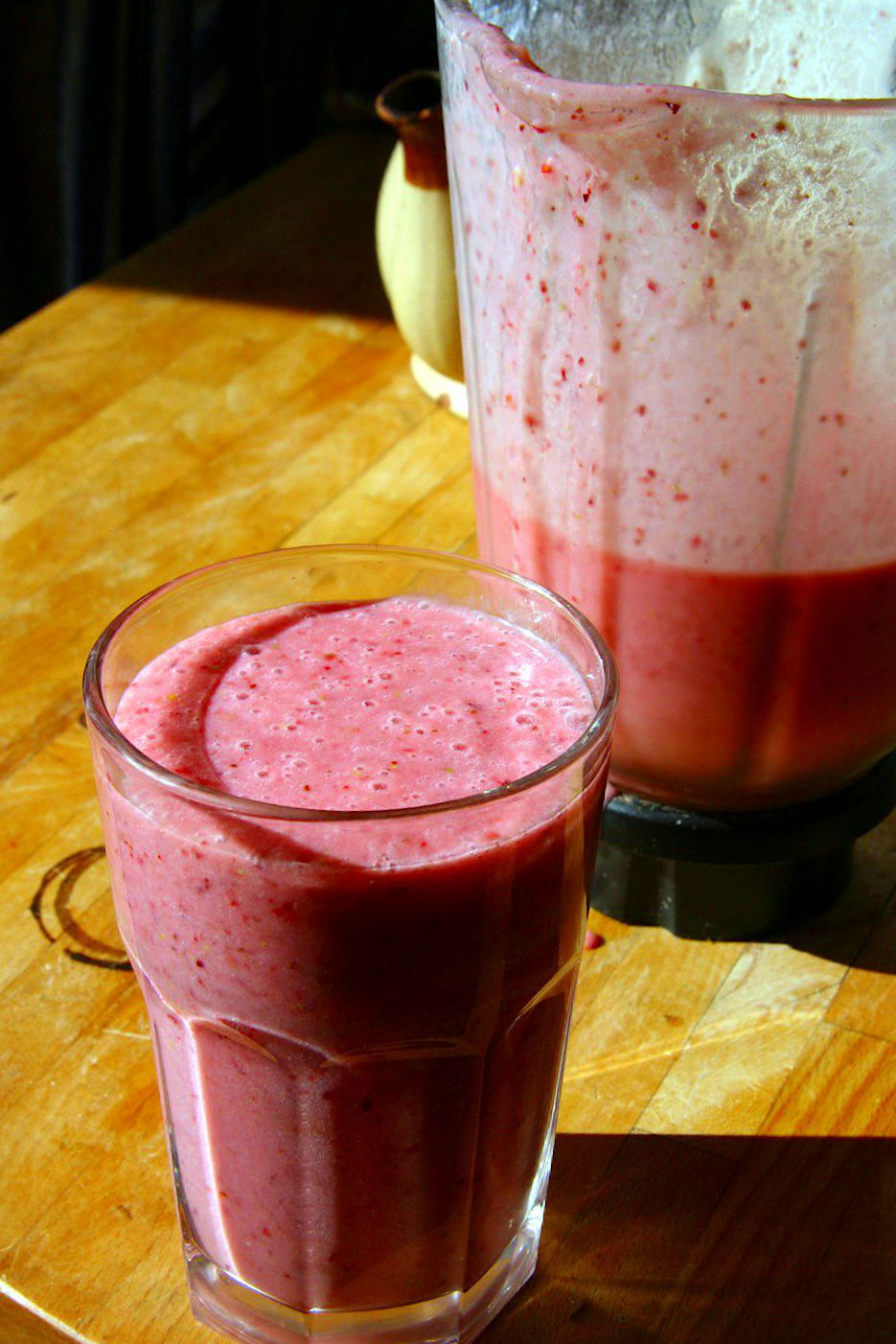
سموذي وخفاقة

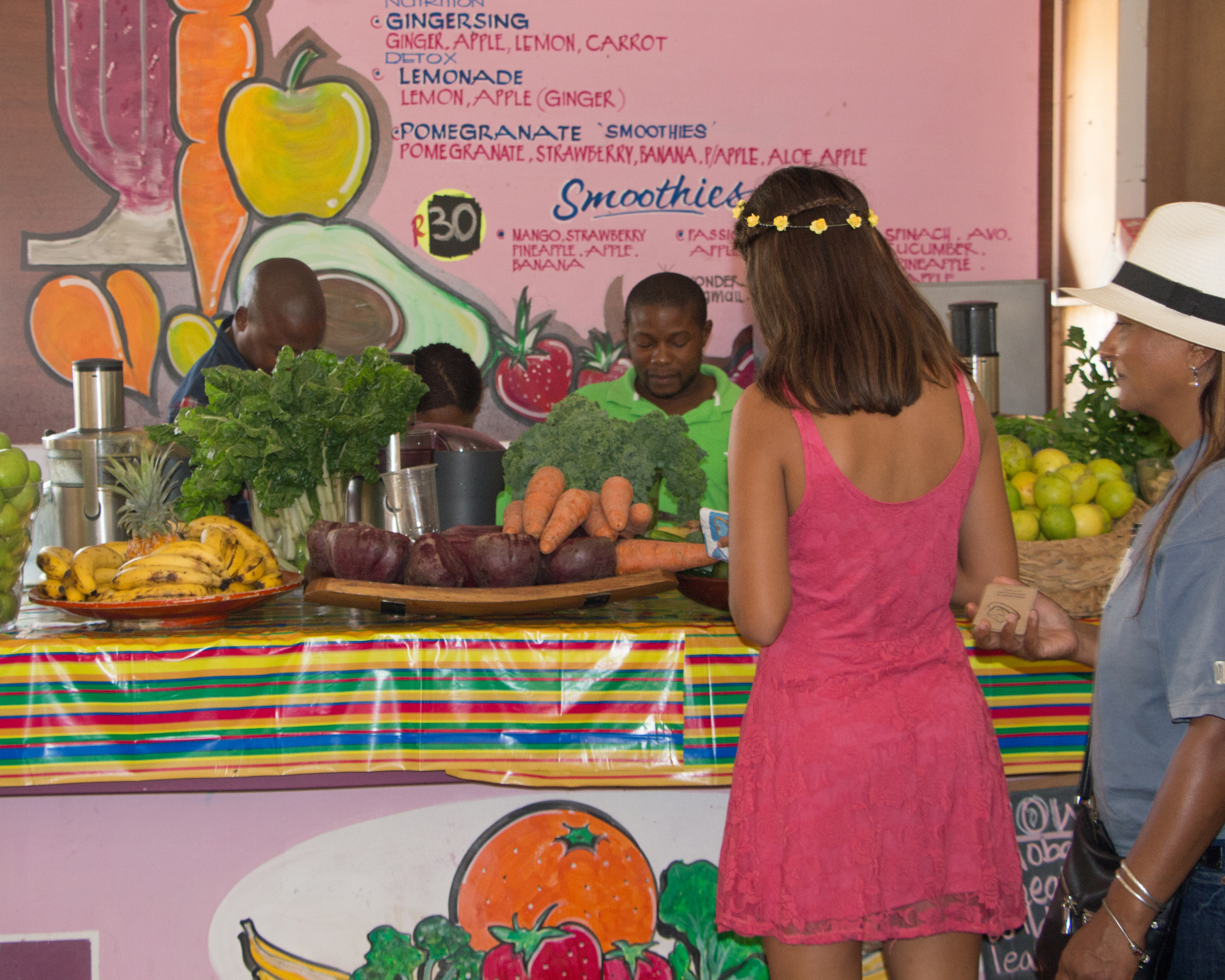
حانة تبيع السموذي في جنوب أفريقيا

السموذي (بالإنجليزية: Smoothie)‏ مشروب بارد حلو المذاق مخفوق ومصنوع من الفاكهة الطازجة وقد يحتوي على الشكلة أو زبدة الفول السوداني أو الثلج المجروش، أو العسل أو الميلك شيك الغليظ. وقد يتكون من الزبادي أو المثلجات. ويسوق السموذي على الفئة المهتمة بالصحة، وبعض المطاعم تقدم اضافات مثل حليب الصويا، ومسحوق مصل اللبن، والشاي الأخضر، والمكملات العشبية.

## أصل الكلمة
إذا اقترنت كلمة سموذي بالعصائر فيكون معناها العصير الملس السميك، وأصل هذا المعنى من أفريقيا، ومشروبات سموثى الأفريقية تكون سميكة القوام ومصنوعة من نوع واحد أو خليط من عدة أنواع من الفاكهة الخام التي لا يضاف إليها أي سوائل أخر حتى تكون سميكة؛ وتوجد أنواع أخرى من هذه العصائر ولكن من الخضار ويضاف إليها مكونات أخرى مثل الماء أو مكعبات الثلج، أو منتجات الألبان، وأنواع أخرى من عصائر سموثى مخلوطة من عدة مكونات مثل الفاكهة والخضار معاً مضافاً إليهم الثلج المجروش والماء، والعسل، والسكر، ومنتجات الألبان مثل ( مثل الحليب، واللبن قليل الدسم، والجبن، ومسحوق اللبن المجفف )؛ ويضاف أيضاً إلى أنواع العصائر المختلفة والمتعددة إضافات من مواد عذائية أخرى مثل ( المكسرات، وزبدة الجوز وبعض البذور، والشاي، والشوكولاتة، كما توضع على هذه العصائر أيضاً بعض المكملات العشبية أو المكملات الغذائية، مثل العصائر التي تحتوى على منتجات الألبان على كل منتجات الفاكه وكل الموادة الغذائية التي تصلح أن تكون عصائر، وتوجد أنواع أخرى من النباتات المخلوطة ولكن نسبة العصائر فيها أقل وغالباً ما تحتوى على الآيس كريم، كما تم إنشاء مصانع متخصصة لعمل العديد من أنواع هذه العصائر المختلفة وتسمى العصائر المبسترة.

## السموذي الخضراء
تتكون العصائر الخضراء عادةً  بنسبة من 40 إلى 50 % من الخضروات ذات اللون والأوراق الداكنة مثل السبانخ الخام، واللفت، والخيار، والسلق، والكرنب، والكرفس، والبقدونس، والقرنبيط، وغيرهم مما يشبههم، وأحياناً تتكون العصائر الخضراء من الفاكهة أيضاً؛ معظم الخضروات ذات الأوراق الخضراء الداكنة الخام يكون في طعمها بعض المذاق المُر القليل، ولكن هذه المرارة يمكن تخفيف حدتها بإضافة بعض ثمرات الموز لأنه يخفف ثقل المواد الثقيلة الطعم والقوام ويساعد على سهولة البلع مثل ( السبانخ لاحتوائها على مادة فلافورلس )، أو يمكن استبدالها بخضروات لا يكون فيها مذاق مر ؛وتعتبر العصائر الخضراء أكثر فائدة صحية للجسم عن غيرها من العصائر الأخرى، ولكن لا تقلل من أهميتة عصائر الفاكهة بالتأكيد، والفائدة الحصية التي تحتوى عليها العصائر الخضراء أكثر من غيرها خاصة للأشخاص الذين يلتزمون بعمل الحمية الغذائية ( الريجيم )، لأن هذا النظام الغذائى ( الحمية ) يعتم اعتماده الأساسى على تناول الخضروات ذات الأوراق داكنة اللون، وبذلك يوصف لهم العصائر الخضراء فضلاً عن غيرها لأنها الأنسب والمثالية لنظامهم الغذائى، وأصبحت العصائر الخضراء تحظى بشعبية عالمية واسعة الانتشار بسبب فوائدها الصحية الخام. بعض الشركات التجارية تستهدف تصنيع خلطات للعصائر الخضراء على وجه التحديد من منتجاتها، مع توفير كتيب لشرح طريقة عمل هذه الخلطات من العصائر؛ تم انتشار وسرعة نمو شعبية العصائر الخضراء منذ أوائل عام 2000 .

## السموذي حول العالم
أصبحت العصائر تتمع بشعبية متزايدة في جمبع أنحاء العالم منذ عام 1990، ويرجع ذلك بصفة جزئية إلى تخصص شركات ولها مصانع خاصة لإنتاج وتعبئة العصائر في زجاجات، وهذا ما مكنهم ( أصحاب الشركات ) من بيعها في أماكن يراتدها الكثير من الناس ومن كافة طبقات المجتمعات مثل محلات السوبر ماركت ومحلات البقالة الصغيرة وصولاً إلى الأسوواق الجماعية الكبيرة الأخرى، وبذلك أصبح لديهم باعاً من التاريخ الطويل في بلدان كثيرة مختلفة. تاريخ العصائر في الولايات المتحدة بدأت محلات الأغذية الصحية على الساحل الغربى للولايات المتحدة الأمريكية في صناعة العصائر المختلفة الأنواع وتم بيعها فور إنتاجها، وذلك بفضل اختراع الخلاط الكهربائى منذ عام 1930، وذلك حدث بِناءً على الوصفات التي تم إنشائها في البرازيل، وكانت العصائر السميكة ( ملس ) مداها الفعلى المستخدم على أن هذا المنتج صحياً، بأن تم إقران وصفات وعلامات تجارية لكل منتجات العصائر منذ منتصف عام 1930؛ تم بيع العصائر على نطاق واسع بحلول أواخر عام 1960 في جميع أنحاء الولايات المتحدة من قِبَل بعة الأيس كريم وكذلك في محلات بيع المنتجات الغذائية الصحية، وفي أول ما تم عمل صناعة العاصر كانت تُنَّع من الفواكه ويضاف إليها الثلج فقط، وفي أوائل عام 1970 تم إضافة الحليب إلى بعض العصائر، وأحدثت هذه الإضافة طفرة غير مُسبقة في مبيعات العصائر منذ ذلك الحين.

### عصير الملك: ستيف
في عام 1973 أسس رجل يدعى ستيف العديد من الحانات في جميع أنحاء الولايات المتحدة لبيع سموذي ( الملس - العصير سميك القوام )، ولكنه أضافة مميزات وصحية رائعة إلى كل منتجات العصائر مثل الفيتامينات ومسحوق البروتين، وأصبحت مبيعات العصائر بكثرة ونال شعبية بارزة جداً بعد الإضافات الصحية الجديدة، قررت الشركات الكبرى لتقديم العصائر بعد ذلك معبأة في زجاجات ليسهل بيعها في جميع محلات السوبر ماركت والأسواق وغيرها.

### العصائر في الدول الأخرى
في دول البحر الأبيض المتوسط والشرق الأوسط وصولاً إلى الهند، تم التعرف على العديد من أنواع العصائر الكثيرة والمختلفة في طرق صناعتها، تُصنع عصائر الفاكهة في دول الشرق الأوسط مضاف إليها عادةً اللبن الحليب والعسل، كما يوجد عصير اللبن الحليب مضافاً إليه الزبادى والعسل وأحياناً السكر، كما يتم في هذه الدول أيضاً إضافة أنواع مختلفة من العصائر مع بعضها البعض لعمل الكوكتيلات، وتضاف العصائر أيضاً إلى المشروبات الغازية، وتضاف إلى المشروبات الكحولية أيضاً، وفي الهند العصير المشتهر هناك هو عصير المانجو أو عصير اللبن المضاف إليهما الثلج المجروش والسكر، وفي جنوب الهند تنتشر عصائر الأناناس مضاف إليها الثلج المجروش والسكر وهذا هو العصير الأكثر شيوعاً في الهند.